# Kagiyamachi-dōri
Le Kagiyamachi-dōri (鍵屋町通, Kagiyamachi-dōri) est une voie du centre-ville de Kyoto, dans l'arrondissement de Shimogyō. Orientée est-ouest, elle commence au Higashinotōin-dōri (en) et termine au Shinmachi-dōri (ja).

## Description

### Situation
Le Kagiyamachi-dōri est une petite rue étroite situé au nord-est de l'arrondissement de Shimogyō. Elle commence dans le quartier d'Ebisu-chō (蛭子町) et termine dans celui d'Izumi-chō (和泉町). La rue commence au Higashinotōin-dōri (en) (東洞院通) et termine à Shinmachi-dōri (ja) (新町通),. Coincée entre Rokujō-dōri (ja) (六条通) et Gojō-dōri (ja), elle suit le Matoba-dōri (的場通) au sud et précède le Yōbai-dōri (ja) (楊梅通) au nord,.
La circulation se fait en sens unique de l'est vers l'ouest. Elle mesure environ 400 mètres.

### Voies rencontrées
Liste des voies rencontrées,,. Les voies rencontrées de la droite sont mentionnées par (d), tandis que celles rencontrées de la gauche, par (g). Seules les rues portant un nom sont listées.
1. Higashinotōin-dōri (en) (東洞院通)[2]
2. Akezu-dōri (不明門通)
3. Karasuma-dōri (en) (烏丸通)
4. Suwanchō-dōri (諏訪町通)
5. Muromachi-dōri (en) (室町通)
6. Shinmachi-dōri (ja) (新町通)[2]

### Transports en commun
Les bus du réseau d'autobus de Kyoto (ja) ne passent pas sur la rue. L'arrêt le plus est sur Gojō : Karasuma-Gojō (烏丸五条, lignes 5, 26, 43, 73, 80), en correspondance avec la station Gojō du métro de Kyoto (ligne Karasuma).

## Odonymie
« Kagiyamachi » (鍵屋町) signifie « quartier (町) des serruriers (鍵屋) » et vient probablement du nom du quartier éponyme que traverse la rue. Le nom peut aussi être lu « Kagiyachō-dōri », car « 町 » peut être lu « machi » ou « chō ». Le nom semble avoir été choisi par les habitants locaux, comme beaucoup d'autres rues qui terminent par « -machi-dōri » ou « -chō-dōri ». On raconte que des charpentiers et artisans œuvrant à la construction du Higashi Hongan-ji en 1603 s'étaient installés au nord du temple, à l'actuelle Kagiyamachi et la rue et le quartier ont pris le nom des serruriers qui s'y sont installés.
La rue est nommée dans le « Marutake'ebisu » (丸竹夷), la chanson des rues de Kyoto pour les rues est-ouest, mais est simplement évoquée dans la phrase « 雪駄ちゃらちゃら », soit « Setta (référence à Settagaya-dōri (雪駄屋町通), un autre nom pour Yōbai-dōri) chara-chara (référence à Kagiyamachi-dōri et Zeniyamachi-dōri, maintenant Matoba-dōri ».

## Histoire
La rue auraît été créée durant l'époque d'Edo (1603-1868) entre Gojō-dōri et Rokujō-dōri. Elle apparaît en même temps que Kagiyamachi-dōri et la nouvelle Yōbai-dōri après le déplacement des maisons closes de Nijō-Yanagimachi (二条柳町) à Rokujō-Misujimachi (六条三筋町) en 1602. « Misuji », qui signifie « trois (三) voies (筋) » fait référence à ces trois rues créées pour desservie le nouveau quartier chaud, divisé en trois quartiers, dont le quartier du centre correspondait à Kagiyamachi-dōri,.

## Patrimoine et lieux d'intérêt
On trouve au nord de la rue entre Shinmachi et Muromachi l'école secondaire Shimogyō (ja) (京都市立下京中学校).